# بجه
بجه هي إحدى القرى اللبنانية من قرى قضاء جبيل في محافظة جبل لبنان.

## أعلامها
- أديب الصعيبي،  (1921 - 1986) عالم أدبي وشاعر.